# Shengang
Shengang (伸港鄉S, Shēngǎng XiāngP) è un comune di Taiwan, situato nella provincia di Taiwan e nella contea di Changhua.